# Şahdağ Qusar Futbol Klubu
Il Şahdağ Qusar Futbol Klubu è una squadra di calcio azera di Qusar fondata nel 1950. Nella stagione 2012-2013 gioca in Birinci Divizionu, seconda serie del campionato di calcio azero.

## Storia
Il club venne fondato una prima volta nel 1950 e partecipò ai campionati regionali azeri. Rifondato nel 1990 disputò due stagioni in Vtoraja Liga, terza livello calcistico dell'Unione Sovietica.
Con l'indipendenza dell'Azerbaigian e la costituzione di un proprio campionato venne ammesso alla prima edizione della neonata competizione classificandosi al dodicesimo posto. Durante gli anni 90 per due volte si sciolse e venne rifondato cambiando denominazione: Neftegaz Qusari, Şahdağ-Samur Qusar e Şahdağ FK Qusar 1950 a partire dal 2005
A partire dal 2000 partecipò a tutti i campionati, prevalentemente in seconda serie.

## Palmarès

### Altri piazzamenti
- Birinci Divizionu:

Secondo posto: 2008-2009